# No nacidos en los EE. UU.: Dentro de la guerra contra el aborto
No nacidos en los EE. UU.: Dentro de la guerra contra el aborto (en inglés Unborn in the USA: Inside the War on Abortion) es un documental estrenado el 15 de junio de 2007 en Nueva York que contiene entrevistas con activistas provida en los Estados Unidos. Su lema es "Cómo están ganando los pro-vida". La película se inició como un proyecto de tesis de Stephen Fell y Will Thompson, estudiantes de la Universidad de Rice en Houston, Texas.

## Sinopsis
La película narra eventos importantes como la Marcha por la vida en Washington anual y la Marcha por la Vida de las Mujeres de 2004 y tiene entrevistas con miembros del Ejército de Dios (Estados Unidos) y otros activistas provida.
Rastrea las actividades de los activistas provida en treinta y cinco estados, documentando una variedad de activismo provida, desde exposiciones fotográficas de fetos abortados hasta un artista popular que crea esculturas de tamaño natural de fetos en varias etapas de desarrollo. En la guerra del aborto, los que se oponen al procedimiento intentan desbaratar el apoyo al aborto presentando imágenes de fetos abortados y demostrando que es un genocidio silencioso.
Los activistas esperan cambiar las opiniones sobre el aborto a través de imágenes que son una parte importante del movimiento provida, la película presenta un movimiento que está que un liderazgo masculino y femenino y los contradictores lo relacionan con la derecha que se preocupa por los no nacidos. Entrevista a un técnico de ultrasonido en una clínica provida que opera máquinas de ultrasonido tridimensionales  y muestran estos a las parejas que estaban considerando abortar el contenido del útero de la mujer.
Esta táctica particular del movimiento provida se basa en que si las personas ven el resultado físico del aborto, los restos sangrientos y viscerales de los dedos de las manos y los pies, se convertirán en activistas provida o trataran de prevenir el embarazo o ayudaran a costear la crianza de los hijos a través del acceso a un seguro médico y otras ayudas.